# 禹门口黄河大桥
禹门口黄河公路大桥，也称禹门口黄河大桥，是位于黄河秦晋大峡谷出口（禹门口）一座公路斜拉桥。